# Saint Patrick (Grenada)
Saint Patrick is een van de zes parishes van Grenada. De hoofdstad is Sauteurs.

## Overzicht
Saint Patrick is de meest noordelijke parish van Grenada. Het bestaat uit de hoofdstad Sauteurs, en de dorpen Chantimelle, Samaritan, Mt Craven, Mt Rich, Montreuil, Rose Hill, Hermitage, Belmont, en Snell Hall.
Het gebied was oorspronkelijk bewoond door inheemse Cariben. Op het einde van de 17e eeuw vestigden de Fransen zich in het gebied en verdreven de inheemsen. Bij Leapers' Hill vond de Kalinago slachting plaats. In 1718 werd de parish Notre Dame du Bon Secours opgericht, en bevonden zich voornamelijk koffie en suikerrietplantages in het gebied.
Lake Antoine is een kratermeer in een dode vulkaan. Het meer heeft een grote varieteit van vogelsoorten. In de parish bevinden zich ook de Mt Rich petrogliefen.

## Galerij

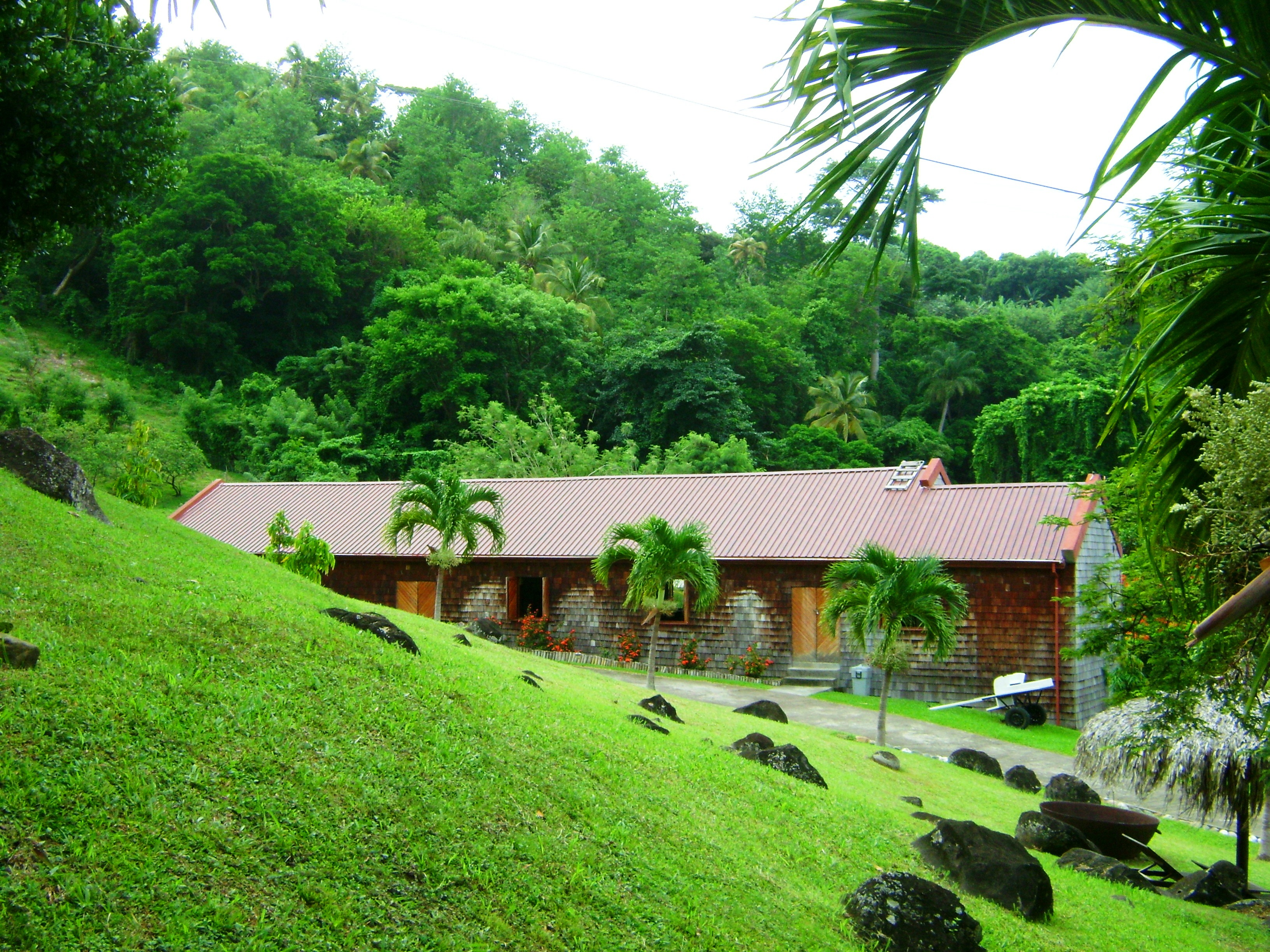
Belmont Estate
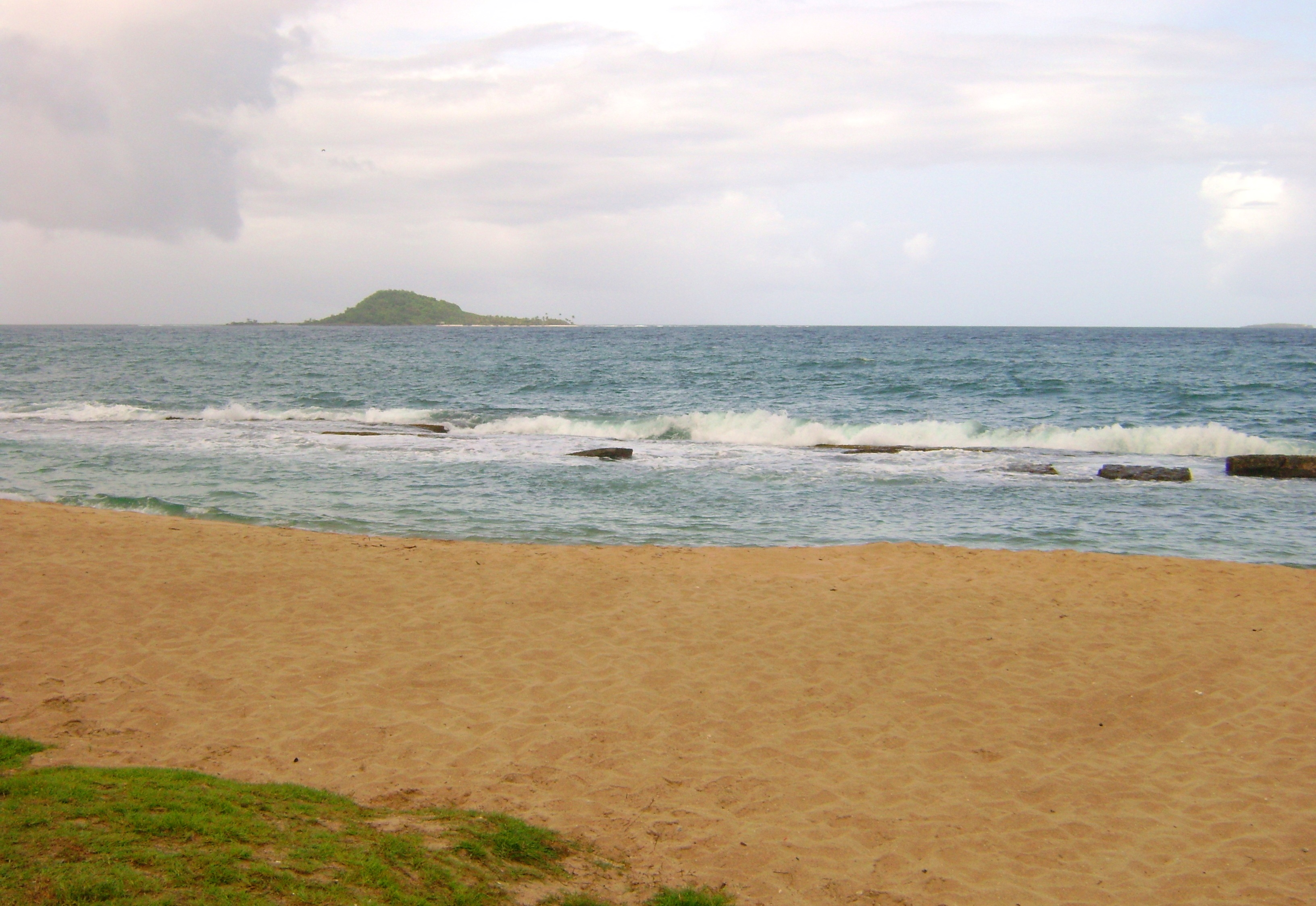
Strand van Bathway
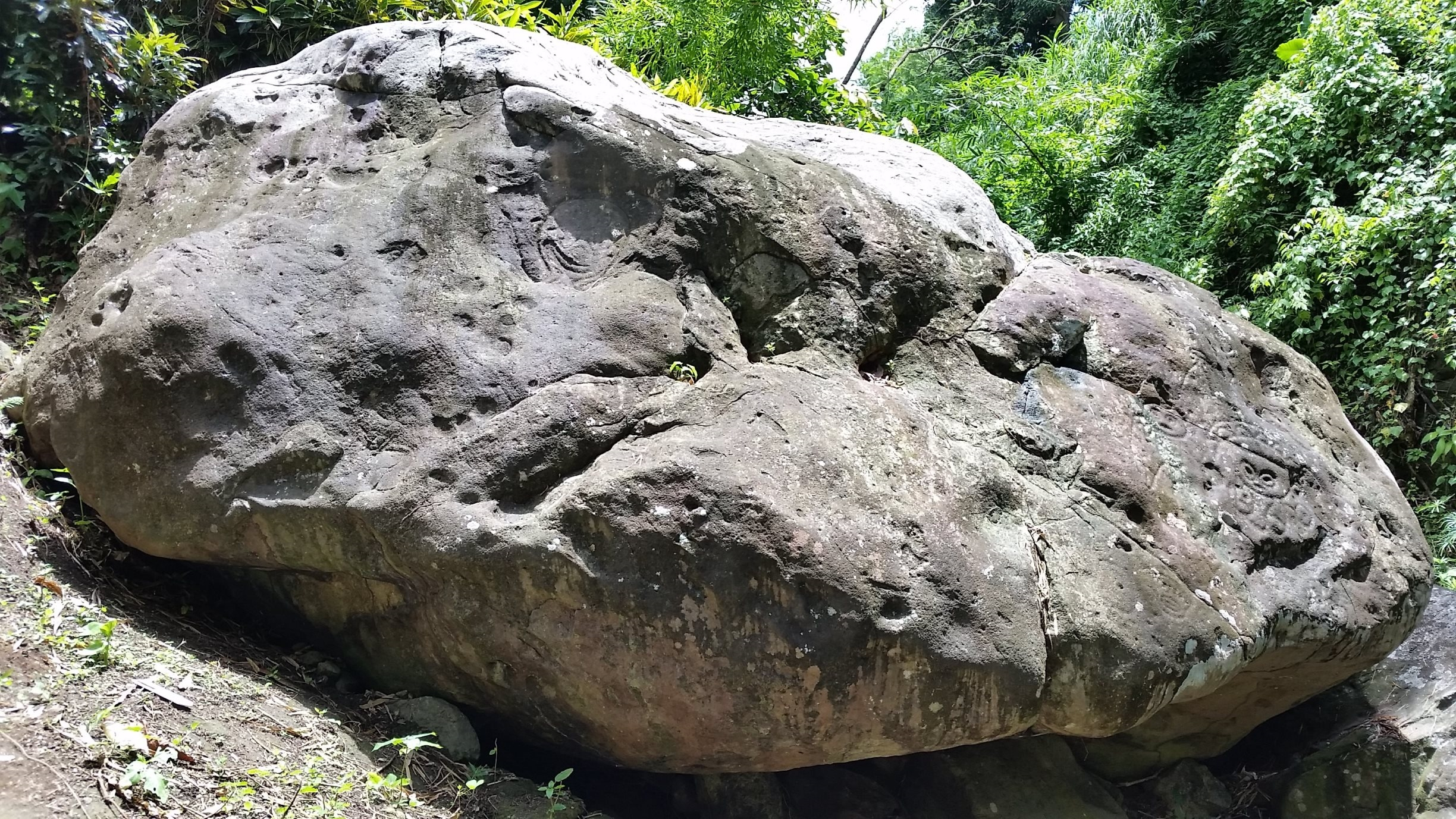
Mt Rich petrogliefen
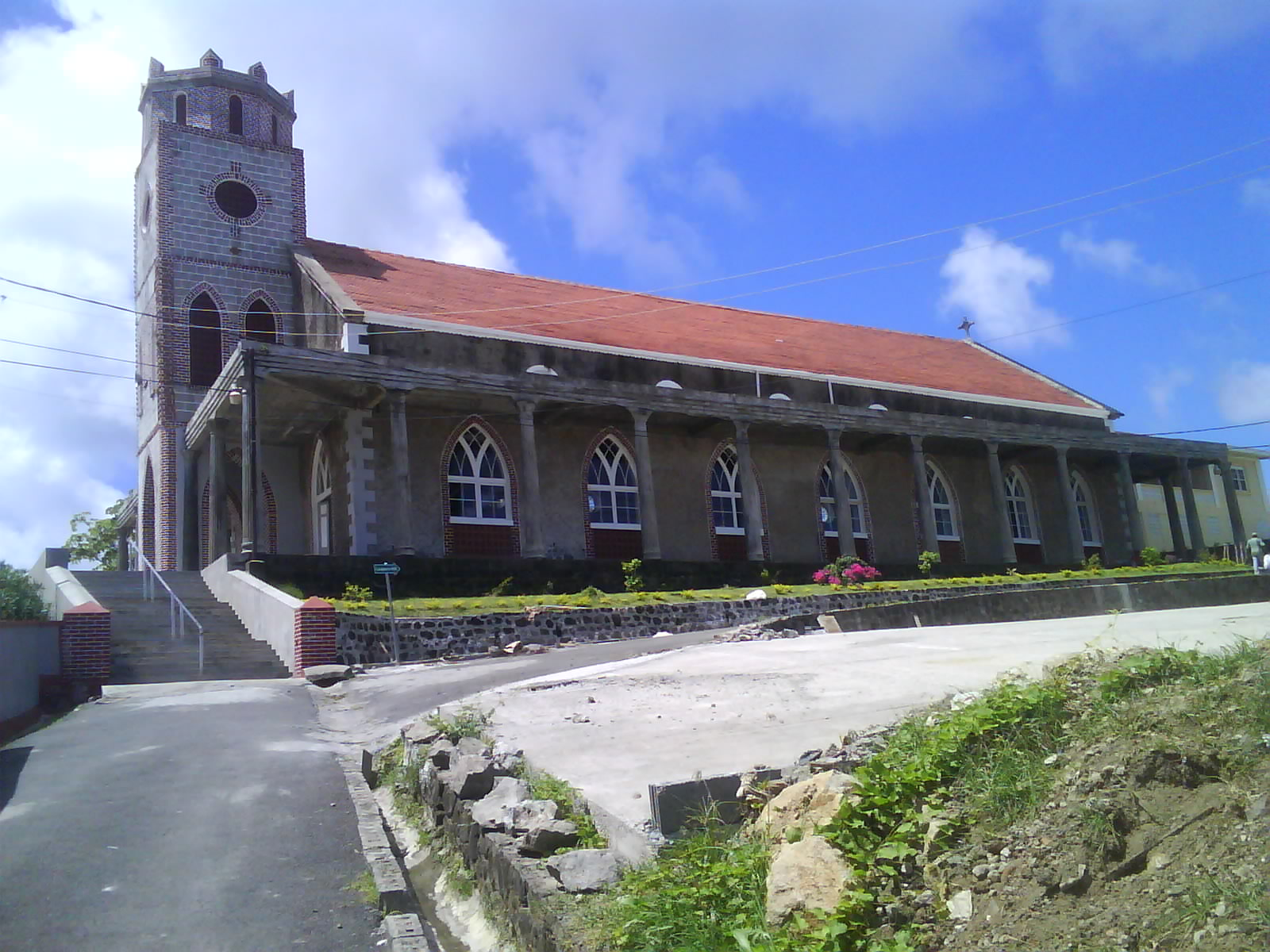
Kerk van St Patrick